# Northwestern Mutual
Northwestern Mutual — взаимная страховая компания США, специализируется на страховании жизни. Основана в 1857 году, штаб-квартира в Милуоки, штат Висконсин. В списке крупнейших компаний США Fortune 500 за 2021 год заняла 90-е место.

## История
Компания была основана в 1857 году в штате Висконсин по образцу New York Life Insurance Company, где до этот работал её основатель, Джон Джонстон. До 1980-х годов оставалась консервативной, занимаясь только индивидуальным страхованием жизни, в 1970-х годов её девизом было «Тихая компания» (The Quiet Company). Первоначально компания инвестировала только в государственные ценные бумаги и выдавая ипотечные кредиты, но в 1950-х годах значительную часть активов вложила в добывающую отрасль и даже в 1958 году построила собственный балкер для перевозки железной руды «Эдмунд Фицджеральд», который в течение 13 лет оставался крупнейшим судном на Великих озёрах (затонул в 1975 году). В 1982 году были куплены Standard of America Life Insurance Company, занимавшаяся групповым и медицинским страхованием, а также финансовая компания Robert W. Baird & Company. В начале 1999 года была куплена инвестиционная компания Frank Russell, работающая в 30 странах.

## Деятельность
Из выручки 31,1 миллиардов долларов США в 2020 году страховые премии (плата за страховые полисы) составили 19,3 млрд долларов, 11,1 млрд пришлось на инвестиционный доход. Страховые выплаты за 2020 год составили 11,7 млрд. Инвестиции составили 261,8 млрд долларов (из них 166,3 млрд в облигации, 41,6 млрд ипотечные кредиты).